# Teognost (Lebiediew, biskup pskowski)
Teognost, imię świeckie: Andriej Grigoriewicz Lebiediew (ur. 18 listopada?/30 listopada 1801 w Eśkach, zm. 10 kwietnia?/22 kwietnia 1869) – rosyjski biskup prawosławny.
Był synem kapłana prawosławnego. Ukończył seminarium duchowne w Twerze, zaś w 1827 uzyskał tytuł magistra teologii w Petersburskiej Akademii Duchownej. Został wykładowcą Moskiewskiej Akademii Duchownej. 7 kwietnia 1832 złożył wieczyste śluby zakonne, 9 kwietnia tego samego roku został wyświęcony na hierodiakona, zaś dzień później - na hieromnicha. Od 1833 kierował jako rektor seminarium duchownym w Wołogdzie. Ponadto tego samego dnia został przełożonym monasteru Przemienienia Pańskiego i św. Dymitra Priłuckiego w tym samym mieście, w 1834 otrzymał stanowisko cenzora kazań głoszonych w eparchii wołogodzkiej, zaś w 1837 – dziekana jej monasterów.
Od 1841 był przełożonym Monasteru Tołgskiego oraz rektorem seminarium duchownego w Petersburgu. 23 maja 1848 miała miejsce jego chirotonia na biskupa ostrogoskiego, wikariusza eparchii woroneskiej. Następnie od 1852 do 1856 był biskupem wołogodzkim, od 1856 – arcybiskupem Tobolska, zaś od 1862 do śmierci w 1869 – arcybiskupem pskowskim i porchowskim.